# Mustafa Ben Halim
Mustafa Ahmed Ben Halim (n. 29 ianuarie 1921, Alexandria, Sultanatul Egiptului⁠(d) – d. 7 decembrie 2021, EAU) a fost un om politic libian care a deținut funcția de prim ministru al Libiei în perioada 12 aprilie 1954 - 25 mai 1957.